# Marie De Cotteblanche

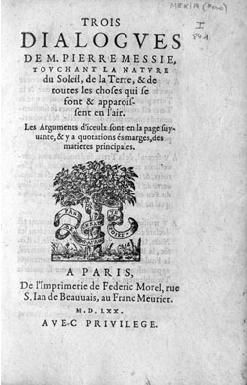
Hoja de presentación de Trois dialogues de M. Pierre Messie, touchant la nature du soleil, de la terre et de toutes les choses qui se font et apparaissent en l'air. Imprimido en París por Federic Morel, 1570. Traductor: Marie De Cotteblanche

Marie de Cotteblanche (París, c. 1520 - probablemente París fl. 1584) fue una noble francesa conocida por sus habilidades lingüísticas y por la traducción de obras del español al francés.
• Era hija de Guy de Cotteblanche, un abogado en el Parlamento de París, y Catherine  Hesseline, con quien de Cotteblanche se casó en 1517. Marie tenía un hermano mayor, Elie, que fue nombrado Caballero de la Cámara Real  (Gentleman of the Bed Chamber) en 1571, y una hermana, Marguerite. El poeta François de Belleforest dedicó un poema a la familia en 1560 titulado Chasse d'amour. Se cree que la familia era protestante francesa. Marie de Cotteblanche estudió lenguas, filosofía, ciencia, y matemáticas. El bibliógrafo François Grudé, señor de la Croix de Maine,  elogió su trabajo. Marguerite de Saluces, Mariscala de Termes, fue su mecenas y quien le enseñó italiano.
Su único trabajo conservado es la traducción de 1566 del popular texto Coloquios y Diálogos (1547) del enciclopedista español Pedro Mexía.  En francés lo tituló Trois dialogues de M. Pierre Messie, touchant la nature du soleil, de la terre et de toutes les choses qui se font et apparaissent en l'air (Tres Diálogos … sobre el Sol y la Tierra). Su redacción en forma de diálogo atrajo una amplia gama de lectores y se reimprimió 29 veces entre 1566 y 1643.